# Linea Maginot
La Linea Maginot è un complesso integrato di fortificazioni, opere militari, ostacoli anticarro, postazioni di mitragliatrici, sistemi di inondazione difensivi, caserme e depositi di munizioni realizzato dal 1928 al 1940 dal governo francese a protezione dei confini che la Francia aveva in comune con il Belgio, il Lussemburgo, la Germania, la Svizzera e l'Italia. Il sistema è caratterizzato dalla non contiguità delle varie componenti, dall'utilizzo integrato e sistemico di tutte le possibili alternative offerte dalle moderne tecnologie balistiche. In tale quadro, le varie componenti fortificate utilizzano non solo il tiro diretto, ma anche quello fiancheggiante e quello indiretto. Prende il nome da André Maginot, veterano della Grande Guerra, che ne propose la costruzione.
Benché il termine "Linea Maginot" si riferisca all'intero sistema di fortificazioni che va dal Mare del Nord al Mar Mediterraneo (oltre alla Corsica), gli ambiti geografici dove furono realizzate le opere più complesse, sofisticate, moderne e potenti furono quello al confine nord-est con la Germania ed il Lussemburgo (detto anche "Anciens Fronts") e quello sul confine franco-italiano (la cosiddetta Linea Maginot alpina, in francese Ligne Alpine).

## Costruzione
Dopo la Grande Guerra, tra lo stato maggiore dell'esercito francese, vi era una forte contrapposizione tra chi propugnava una difesa con un forte esercito mobile, in grado di muoversi rapidamente attraverso il territorio, e chi invece proponeva una difesa statica, formata da una impenetrabile serie di fortificazioni permanenti ancorate al terreno, da predisporre già in tempo di pace.
Sostenitore della costruzione della linea fu fin dal 1922 il maresciallo di Francia Philippe Pétain, che con l'appoggio di altri due ex combattenti a Verdun, il ministro André Maginot (che poi diede il nome alla linea) e il capo di stato maggiore francese Marie-Eugène Debeney, convinse il governo a cominciare la costruzione di un'imponente linea difensiva permanente.
Anche se alla fine prevalse una soluzione intermedia: la protezione del fronte nord, al confine con il Belgio fu affidata a truppe mobili, mentre il confine nord-est con Lussemburgo, Germania ed il confine alpino con l'Italia, fu affidato in gran parte ad opere permanenti, la Linea iniziò ad essere costruita, e rappresentò per molti anni un ostacolo per i tedeschi. Ostacolo che nel 1940 aggirarono con l'impiego dei panzer.
La Linea Maginot, intesa come difesa costruita, non copriva interamente i confini nazionali, ma difendeva solo alcune parti di territorio francese e questo per diverse ragioni:
- Ragione geografica: le regioni di Alsazia e Lorena, acquisite dopo la prima guerra mondiale, erano prive di un sistema difensivo adeguato, in quanto le difese tedesche nella zona erano obsolete e non adatte ai nuovi standard, oltre che non disposte verso il nemico. Inoltre la regione essendo priva di ostacoli naturali e avendo grandi vie di comunicazione era facilmente utilizzabile e attraversabile dal nemico; quindi venne ampiamente fortificata con opere permanenti, al contrario dei confini con le Ardenne (ritenute insuperabili da un moderno esercito) e con il Reno.
- Ragione economica: le zone industriali e minerarie del paese erano prossime al confine con la Germania, e un attacco di quest'ultima avrebbe potuto privare la Francia delle zone più importanti per l'economia e gli approvvigionamenti dello stesso esercito.
- Ragione demografica: le enormi perdite in vite umane (un milione e trecentomila tra morti, feriti e mutilati) causate dal primo conflitto mondiale aveva determinato in Francia un decremento delle nascite, perché quei morti erano per lo più giovani che non contribuirono alla naturale crescita demografica, privando la nazione di una nuova leva arruolabile. Per questo la linea fortificata avrebbe permesso di risparmiare sul numero di soldati da impiegare[7] e li avrebbe sottratti agli effetti dei bombardamenti proteggendoli in casematte praticamente indistruttibili.
- Ragione militare: il sistema di mobilitazione dell'esercito francese richiedeva all'incirca tre settimane per poter disporre di un esercito in piena efficienza sulle frontiere[8], lasciandole quindi indifese soprattutto in caso di un attacco portato senza una dichiarazione di guerra. Quindi il predisporre linee fortificate presidiate da reparti appositi, avrebbe consentito di impegnare un eventuale attacco tedesco il tempo necessario per mobilitare l'esercito francese.
- Ragione politica: il trattato di Versailles non era ritenuto sufficiente per garantire la sicurezza alla Francia da un attacco tedesco, ritenuto possibile anche se non a breve termine. In più la Germania non aveva conosciuto le devastazioni materiali che avevano interessato la Francia, in cui si volevano evitare nuove distruzioni, ed allo stesso tempo contrastare efficacemente un nemico in subbuglio politico[9].

### Inizia la costruzione

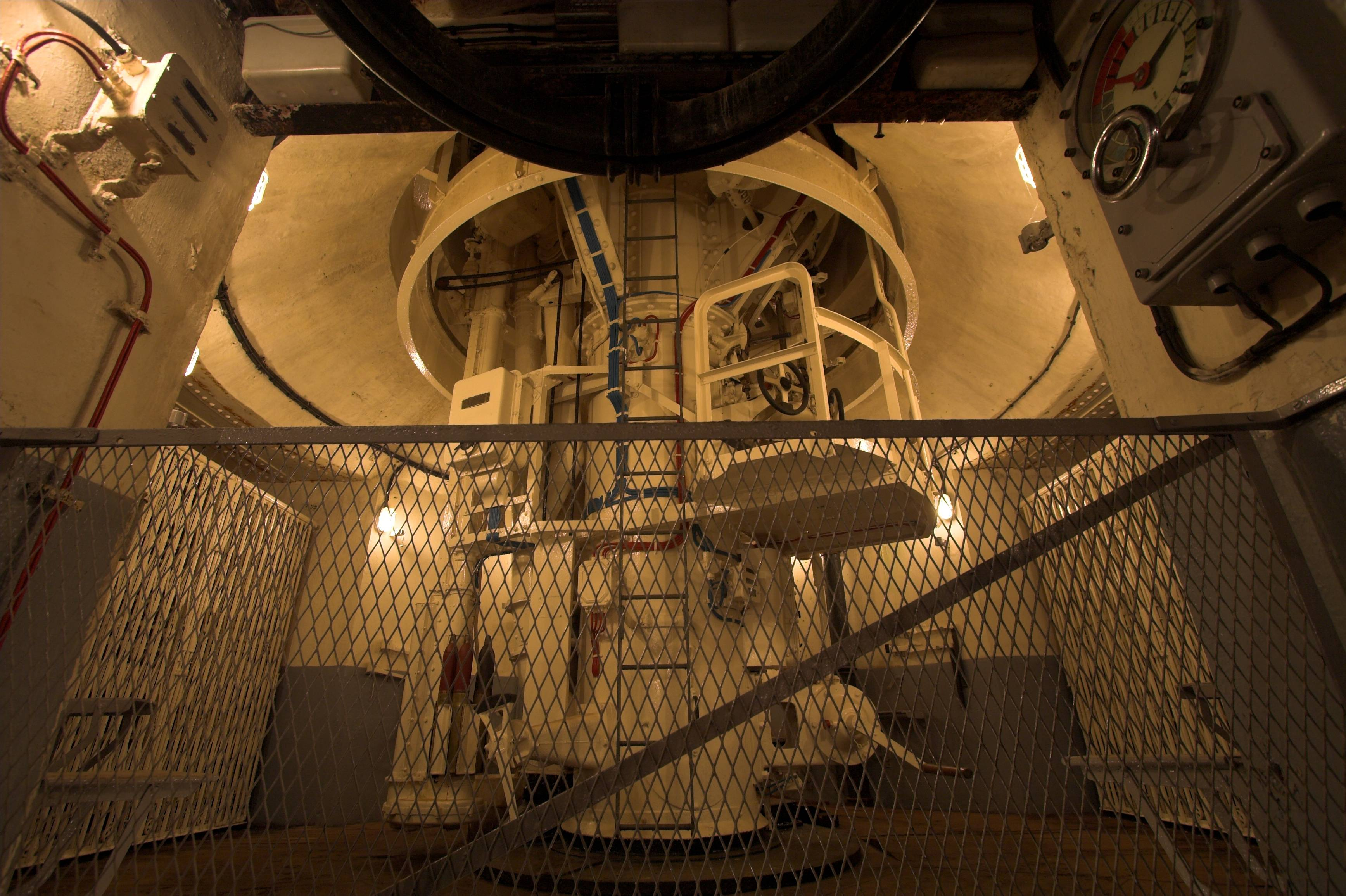
Visuale dell'interno dell'Opera di Schœnenbourg, in Alsazia, una delle più grandi opere di fortificazione della Linea Maginot.

Gli strateghi francesi concepirono una fortificazione adatta ad una guerra simile a quella appena terminata, tenendo, però, ben conto delle lezioni apprese. In particolare, si tenne ben presente la limitata efficacia combattiva dimostrata dai forti del cosiddetto Sistema Séré de Rivières (a partire dall'esperimento di Malmaison, durante il quale un test di bombardamento di uno di questi forti diede risultati clamorosamente negativi), provvedendo non solo a modernizzarne e potenziarne la protezione e l'armamento, ma anche a rivederne radicalmente l'architettura e l'organizzazione. Dato che non era possibile creare una linea fortificata continua, e non avrebbe potuto esserlo, vennero fortificati i settori più vulnerabili e importanti al confine con opere permanenti complesse e fortemente protette, mentre dove il territorio di per sé stesso rappresentava già un grosso ostacolo, vennero costruite casematte isolate che battevano il territorio o vennero predisposti territori da inondare in caso di necessità.

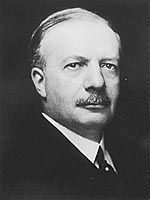
Il ministro francese della guerra, André Maginot, uno dei principali artefici della costruzione della linea

Nel progetto iniziale, quindi, la Linea Maginot era formata essenzialmente da due grandi regioni fortificate al nord-est, la Regione Fortificata di Metz e la Regione Fortificata di Lauter e da tre grandi settori fortificati sulle Alpi, il Settore Fortificato del Delfinato, quello della Savoia e quello delle Alpi Marittime. Solo successivamente vennero realizzate alcune opere a nord nei confini col Belgio, perché le due nazioni avevano firmato un'alleanza nel 1920, secondo il quale l'esercito francese avrebbe operato in Belgio se le forze tedesche lo avessero invaso. Ma quando il Belgio abrogò il trattato nel 1936 e dichiarò la neutralità, la Linea Maginot venne rapidamente estesa lungo il confine franco-belga, ma non con gli standard del resto della Linea.
Tutta la fascia di confine era suddivisa in Settori Difensivi (dove non erano previste opere permanenti) e Settori Fortificati (dove invece il fronte era dotato di opere C.O.R.F.), a loro volta questi ultimi erano formati da Sottosettori, Quartieri e Sottoquartieri, comprendenti al loro interno un numero variabile di Opere di fortificazione.
Il problema dei finanziamenti iniziali, venne affrontato dal ministro della guerra André Maginot, che riuscì a convincere il parlamento ad investire in questo progetto garantendo i primi stanziamenti necessari all'avvio dei lavori, anche se non fece in tempo a vedere l'opera completa in quanto morì il 6 gennaio 1932.
Diversi furono gli organismi che curarono lo studio e la realizzazione delle opere, i più importanti dei quali furono la C.D.F. (Commissione di Difesa delle Frontiere) e la C.O.R.F. (Commissione di Organizzazione delle Regioni Fortificate). Determinante era il compito della C.D.F.: creata nel 1925, determinò le caratteristiche generali della nuova linea fortificata, la sua posizione e quali opere fortificate esistenti sarebbero potute essere riutilizzate, rimodernate o dismesse, a seconda della posizione geografica e del possibile impiego. La C.O.R.F. invece nacque nel 1927 con la funzione di decidere il posizionamento delle opere, le caratteristiche strutturali delle stesse, le planimetrie, la disposizione dei vari blocchi e le dotazioni interne.
La Linea venne costruita in diverse fasi a partire dal 13 gennaio 1928 dalla S.T.G. (Section Technique du Génie, Sezione Tecnica del Genio) supervisionata dalla C.O.R.F., ma i lavori accelerarono nel 1930, quando Maginot ottenne un cospicuo finanziamento dal governo.

La costruzione principale venne completata entro il 1935 ad un costo di circa tre miliardi di franchi. Le specifiche per le difese erano molto alte, con bunker numerosi e interconnessi per migliaia di uomini, c'erano 108 opere di fortificazione a 15 chilometri di distanza l'uno dall'altro, inframmezzati da opere fortificate minori e casematte. In tutto l'opera è costata 5 miliardi di franchi e nelle innumerevoli fortificazioni potevano alloggiare fino a 2 milioni di soldati. Ci fu uno sforzo finale nella fase realizzativa, nel biennio 1939-40, con miglioramenti generali lungo tutta la Linea. La Linea finale era più robusta attorno alle regioni industriali di Metz, Lauter e dell'Alsazia, mentre altre aree erano in confronto solo debolmente difese. La parte della Linea Maginot costituita da difese fortificate misurava un totale di 440 km, molto di meno rispetto alla Linea Sigfrido che la fronteggiava.

### L'opera nel concetto

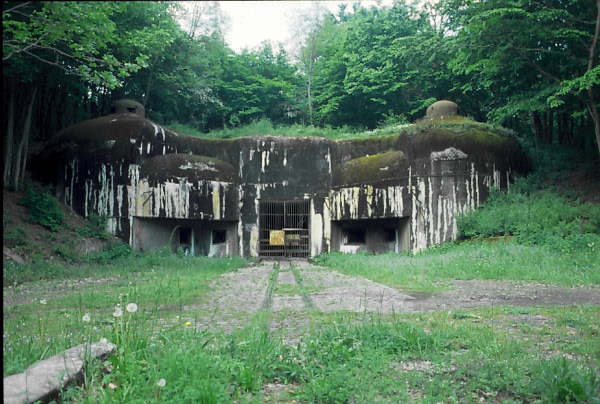
Ingresso per le munizioni dell'Opera di Kobenbusch.

Il concetto base della Linea Maginot era un'ossatura costituita da possenti opere di fortificazione (in francese dette Ouvrages), distanziate tra loro di circa 5 km e collegate sottoterra, con alcune postazioni "emergenti", armate prevalentemente con mitragliatrici e artiglierie di piccolo calibro, che si proteggevano reciprocamente e che controllavano i tratti di confine e le relative vie di accesso.
Tra queste erano posizionate fortificazioni minori (in francese petits ouvrages), casematte e bunker di varia potenza di fuoco e dimensioni che rendevano continuo il fronte, controllandolo con mitragliatrici e pezzi anticarro.
Molto importante era anche l'ostacolo passivo antistante tutta la Linea, costituito da un profondo reticolato di filo spinato e da sei file di putrelle infisse nel terreno, che doveva ostacolare la fanteria e i carri nemici. In posizione arretrata, inoltre, erano presenti due linee di resistenza. che consentivano alle truppe di ripararsi dai bombardamenti.
Altrettanto fondamentale fu la costruzione di un'importante rete stradale e ferroviaria che consentiva un adeguato approvvigionamento di materiali a tutta la Linea, e garantiva un'adeguata mobilità lungo tutta la stessa collegando una lunga serie di caserme di sicurezza dove erano sistemati i reparti di uomini a presidio della Linea, che così avrebbero potuto raggiungere le varie postazioni in breve tempo.

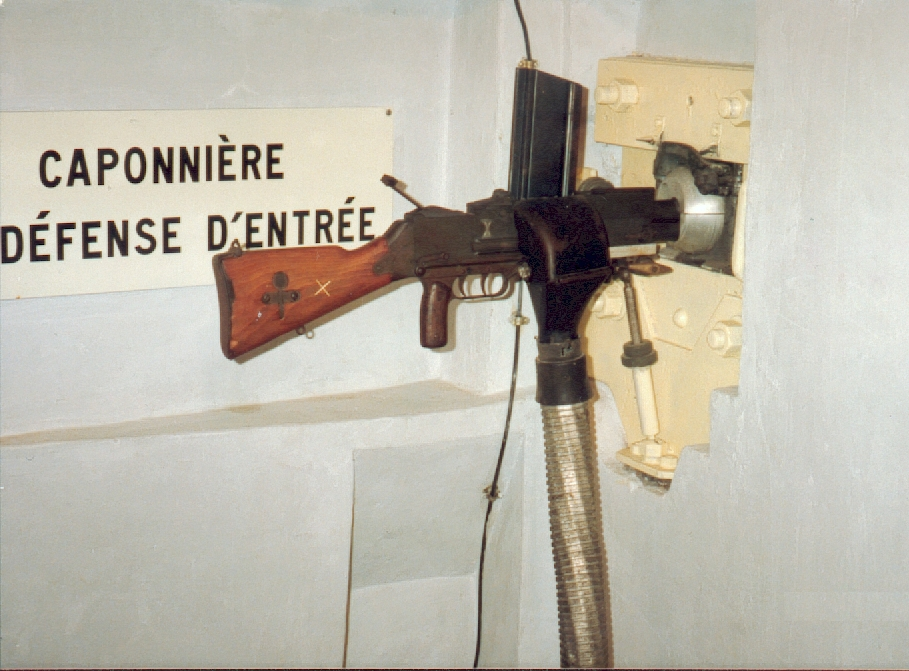
interno della casamatta CORF di Marckolsheim Sud

La Linea Maginot era poi completata da batterie allo scoperto, postazioni di artiglieria su affusto ferroviario, una complessa rete di distribuzione elettrica formata da cavi interrati e interconnessioni tra le diverse opere, una rete telefonica militare, una serie di avamposti destinati a rallentare le truppe avversarie prima che potessero raggiungere la Linea principale, ed infine le postazioni più avanzate in assoluto, cioè i dispositivi di confine, costituiti da barriere mobili, sbarramenti rapidi, case fortificate ubicate a pochi metri dal confine e necessarie a resistere durante le prime fasi dell'attacco nemico e per dare l'allarme in caso di attacco a sorpresa alla linea principale.

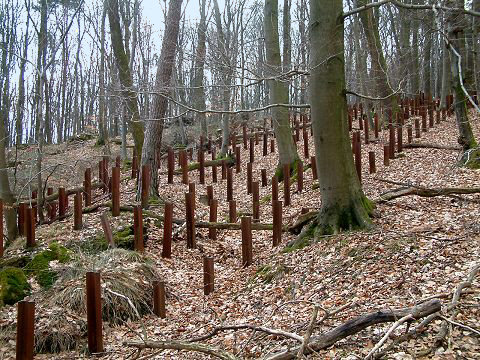
Un reticolato anticarro antistante la Linea Maginot

### Suddivisione e struttura delle opere
La classificazione principale delle strutture della Linea Maginot riguarda le dimensioni delle opere di fortificazione, suddivise in opere minori e maggiori (in francese petits e grands ouvrages) dove le prime erano armate esclusivamente con mitragliatrici, mortai da 50 mm (in torretta o casamatta) ed eventualmente pezzi anticarro. Queste opere potevano essere sostituite, a seconda dei casi, da un'unica grande casamatta oppure da diversi blocchi (da 2 a 5) collegati da una serie di gallerie sotterranee; le seconde invece potevano collegare fino a 19 blocchi grazie a grandi sviluppi di gallerie sotterranee.
Alcune tra le opere maggiori di fortificazione raggiunsero notevoli dimensioni, ad esempio il forte Hochwald (Grand Ouvrage Hochwald), composto da 14 blocchi da combattimento più 9 casematte del fossato, collegate da 8 chilometri di gallerie, in grado di ospitare 1070 uomini e 21 pezzi, oppure il Grand Ouvrage Hackenberg con 19 blocchi, 8 chilometri di gallerie, 1082 uomini a presidio e 18 pezzi di artiglieria.
Generalmente le grandi opere di fortificazione erano formate da due ingressi principali, uno per materiali e munizioni e l'altro per gli uomini; da queste entrate si accedeva quindi a un complesso sistema di gallerie protette dalla roccia, dal quale si poteva accedere a caserme, ricoveri per la truppa, depositi di munizioni e viveri, camere per i gruppi elettrogeni e per i sistemi di ventilazione e comunicazione, oltre che alle numerose postazioni di difesa, il vero fulcro della Linea Maginot.
Dalle gallerie principali, binari a scartamento ridotto conducono a diversi pozzi verticali con ascensori e scale che portavano alle varie casematte di artiglieria o fanteria, torrette di artiglieria e fanteria oppure blocchi misti che comprendevano più tipologie e torrette di osservazione.
Analogamente, le opere minori di fortificazione avevano la stessa struttura di quelle maggiori, ma con dimensioni più modeste, una sola entrata, od, in alcuni casi, potevano essere costituite da un solo blocco di combattimento dove si potevano trovare le postazioni, le camerate e tutti i locali necessari. Infine, per rendere la Linea il più continua possibile, furono costruiti tra le varie opere, una serie di piccole casematte e osservatori per dirigere il tiro.

#### Diverso territorio, diversa concezione
Al confine con la Germania, il terreno prevalentemente pianeggiante che caratterizzava il confine fece decidere agli ingegneri francesi la necessità di approntare la Linea sotterrandola il più possibile nel terreno e creando un complesso sistema di gallerie e ricoveri sotterranei per difendere la struttura da eventuali bombardamenti, e nel contempo, per allontanare il più possibile dalla zona di confine gli ingressi.
Mentre al confine con l'Italia, il terreno montuoso e quindi la difficoltà dell'avversario di mettere in posizione artiglierie pesanti in prossimità del confine, fece propendere gli ingegneri nel decidere di costruire opere di piccole dimensioni con minore sviluppo di gallerie, senza però diminuire la funzionalità e l'efficacia.

### L'armamento e la sua protezione

Schema del complesso sistema di funzionamento di una torretta a scomparsa del tipo impiegato sulla Linea Maginot.

Esistono due tipi di protezione per le armi: le casematte e le torrette corazzate.
Le casematte sono dei blocchi in cemento armato spessi fino a 3,5 m in cui vengono installati i pezzi d'artiglieria e le armi di fanteria.
Le torrette corazzate possono essere divise in due categorie:
- Le torrette fisse, chiamate "campane" (in francese cloches) servono per l'osservazione e possono essere equipaggiate con diversi tipi di periscopio o, a seconda del tipo, armate con armi di fanteria come fucili mitragliatori e mitragliatrici binate. Esistono cinque tipi di campane:
  - Campana GFM (Cloche Guet - Fusil Mitrailleur, Campana per Guardia e Fucile Mitragliatore);
  - Campana LG (Cloche Lance granate, Campana Lancia Granate);
  - Campana JM (Cloche Jumelage de Mitrailleuses, Campana per Mitragliatrici Binate);
  - Campana VP (Cloche Vue Périscopique, Campana a Visione Periscopica);
  - Campana VDP (Cloche Vue Directe et Périscopique, Campana a Visione Diretta e Periscopica).
- Le torrette mobili, chiamate "torrette a scomparsa" (in francese tourelles à éclipse), o semplicemente "torrette". La torretta è una corazzatura mobile che può "eclissarsi" per proteggere l'armamento, lasciando in superficie soltanto una calotta in acciaio speciale di circa 30 cm di spessore. In posizione di tiro la torretta si innalza di circa 30 cm liberando così le feritoie. Può ruotare di 360° e presenta il vantaggio di essere molto compatta pur avendo una potenza di tiro molto rilevante.

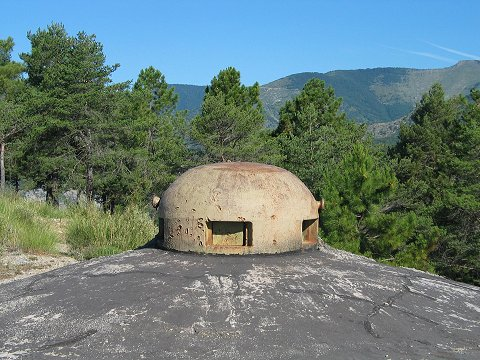
Campana GFM
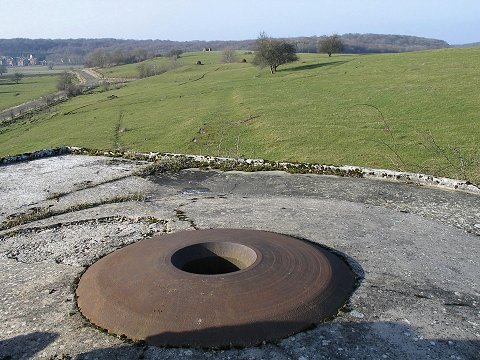
Campana LG
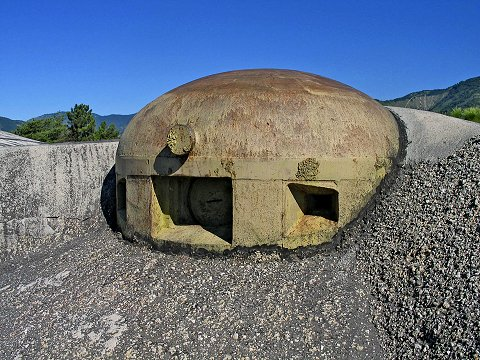
Campana JM
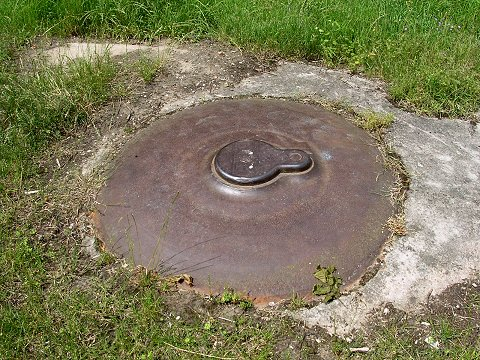
Campana VP
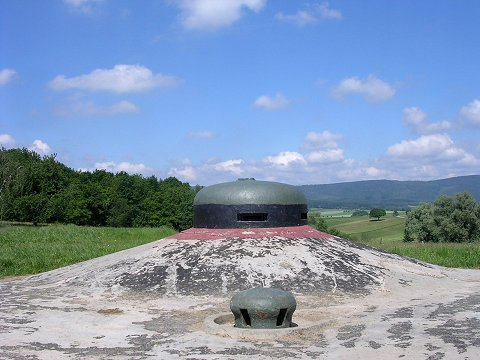
Campana VDP

#### Armi di artiglieria

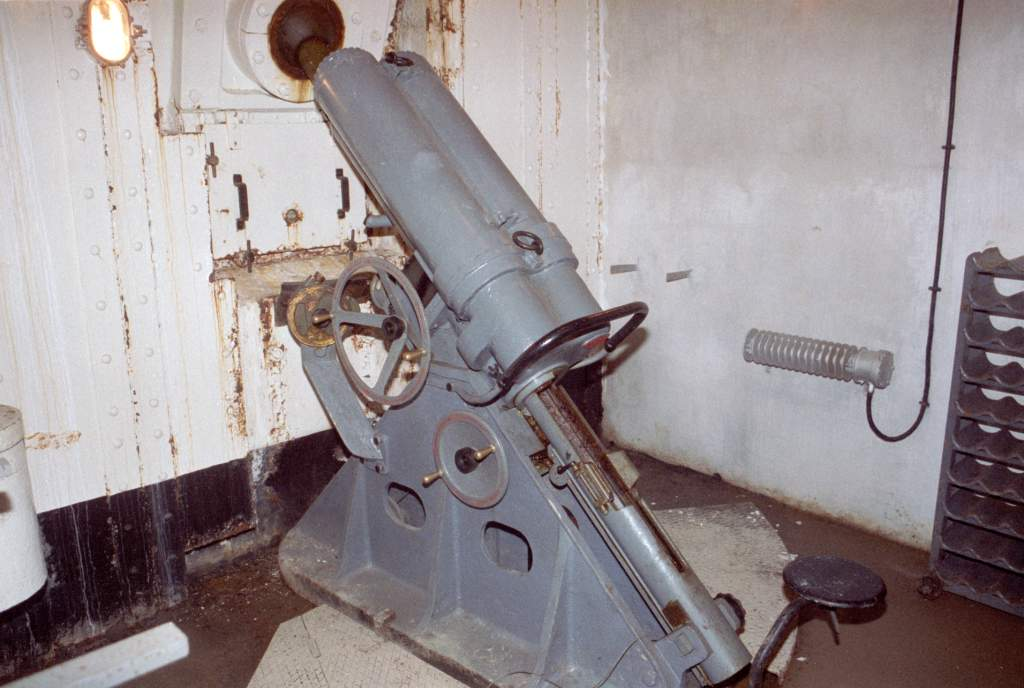
Mortaio da 81 mm in casamatta.

- Lanciabombe da 135 mm: installati sia in casamatta che in torretta.
- Cannone da 75 mm: il famoso cannone francese fu adattato alla Linea Maginot in diverse versioni. È l'arma principale delle opere di artiglieria. Lo si trova in versione obice (modelli 75/29, 75/32 e 75/33) solo nelle casematte ad azione frontale della Maginot Alpina, come mortaio in casamatta (modello 75/31), ma anche in torretta: la torretta da 75 modello R32 (dove R sta per raccourci, accorciato), o la torretta da 75 modello 33.
- Mortaio da 81 mm: sia in torretta che in casamatta.

#### Armi di fanteria
- Cannone anticarro da 47 mm: installato solo in casamatta, questo cannone era in grado di forare a buona distanza tutte le blindature dei carri dell'epoca.
- Cannone anticarro da 37 mm: installato solo in casamatta.
- Arma mista: arma combinata (trumelage) composta da un cannone anticarro Hotchkiss da 25 mm con due mitragliatrici da Rebeil 7,5 mm installato in campana (JM modificata o AM), in torretta AM (modello Arme-Mixte, derivato direttamente dalla torretta da 75 modello 1905 dei forti Séré de Rivière), o anche in casamatta.
- Mitragliatrici binate (due mitragliatrici da 7,5 mm in Jumelage Reibel): in torretta, in casamatta o in campana JM.
- Fucile mitragliatore FM 24/29D: in campana GFM o in casamatta.
- Mortaio da 50 mm: in campana o, più raramente, in casamatta.
- Lanciagranate: campana speciale corazzata destinata unicamente alla difesa ravvicinata; queste campane furono installate ma non ricevettero mai il loro armamento.

## Organizzazione generale

### Regione fortificata di Metz

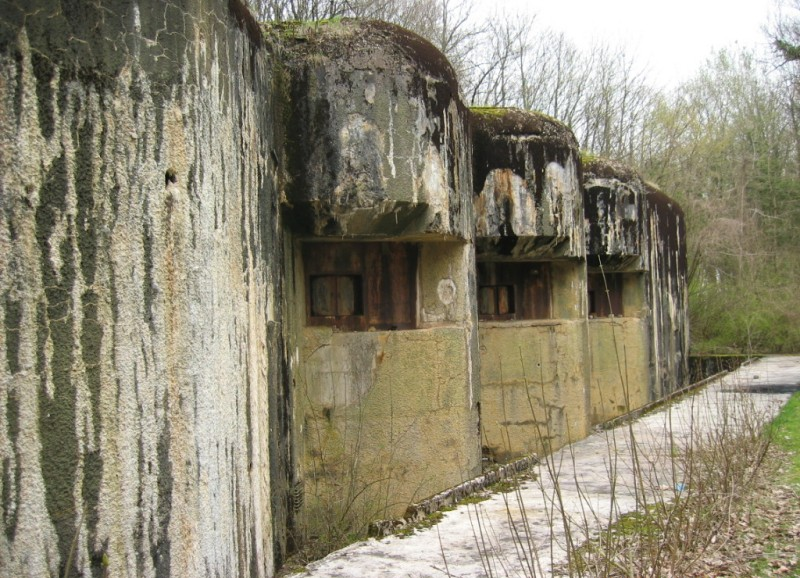
Postazioni da 75 dell'Ouvrage di Latiremont (una delle opere maggiori di fortificazione) nel settore fortificato di Crusnes

La Regione fortificata di Metz è considerata la linea più completa della Linea Maginot, che si estende da ovest dal comune di Crusnes fino alla regione della Saar a est.
Settore fortificato di Crusnes:
- L'ultimo settore a ovest pesantemente armato, prima della linea formata dalla foresta delle Ardenne più a nord, il settore è composto da tre grandi fortificazioni (grandes ouvrages): (Fermont, Latiremont, Bréhain), quattro Petit Ouvrage (Ferme Chappy, Bois du Four e Aumetz) e una serie di casematte e bunker per la continuità della linea di fuoco tra le fortificazioni.

Settore fortificato di Thionville:
- Il Settore fortificato di Thionville, è parte del Settore fortificato di Boulay, in cui sono presenti le opere più imponenti e meglio fortificate della Linea. Nei 25 chilometri che occupa, ci sono sette grandi fortificazioni (Rochonvillers, Molvange, Soetrich, Kobenbusch, Galgenberg, Metrich, e Billig) e quattro opere di fortificazione minori (petites ouvrages) (Immerhof-Hettange, Bois Karre, Oberheid e Sentzich), oltre che un gran numero di bunker (17), rifugi (18) e osservatori (4). Questa linea serviva a proteggere efficacemente l'industria pesante e le miniere di ferro della Lorena. Nell'organizzazione del settore sono inseriti anche le antiche fortezze costruite dai tedeschi prima della prima guerra mondiale, come i gruppi fortificati di Guentrange, Koenigsmacker e Illange sull'Aisne.

Settore fortificato di Boulay:
- Riprendendo la linea di Thionville, in questo settore ci sono alcune grandi fortificazioni (grandes ouvrages) tra le più importanti: Hackenberg, una delle più grandi strutture costruite sulla linea (insieme a Hochwald nel Settore di Haguenau), Mont des Welches, Michelsberg e Anzeling.

Questo settore comprende anche numerose piccole fortificazioni (Cuckoo, Hobling, Bousse, Berenbach, Bovenberg, Village Coume, Annexe Sud de Coume e Mottenberg).
Settore fortificato di Faulquemont:
- Il Settore fortificato di Faulquemont è la parte più a est dell'Regione fortificata di Metz.

### Regione fortificata di Lautier
L'area fortificata prende il nome dal fiume Lauter che segna il confine tra la regione del Reno e la regione del Wissembourg. L'area, di 70 km di larghezza, è diviso in tre settori.
Settore fortificato di Rohrbach:
- La zona di Rohrbach-lès-Bitche fu costruita dal 1930, quando vennero realizzate le due grandi opere di fortificazione di Simserhof e di Schieseck e l'opera di fortificazione minore (petite ouvrage) di Otterbiel intorno alla città di Bitche. Il sistema è poi rafforzato da un gran numero di bunker.

Settore fortificato del Vosgi:
- La regione del Vosgi gode di una particolarmente favorevole posizione geografica, adatta alla difesa. I boschi intervallati da valli paludose hanno permesso di costruire numerosi sistemi di inondazione difensiva per inondare ampie porzioni di territorio, coperto comunque dal fuoco di molti bunker e tre opere di fortificazione: quella minore di Lembach e le grandi fortificazioni di Grand Hohekirkel e di Four à Chaux che proteggevano i pozzi petroliferi dell'Alsazia a Merkwiller-Pechelbronn.

Settore fortificato di Haguenau
- Il Settore Fortificato di Haguenau include le ultime propaggini del Vosgi, dove è localizzata la più imponente ed articolata opera di fortificazione della linea Maginot in Alsazia, Hochwald.

Il resto dell'industria dalla piana di Alsazia fino al Reno è protetta da una linea di bunker sotto la protezione dell'Opera Schoenenbourg.

### Linea Maginot alpina

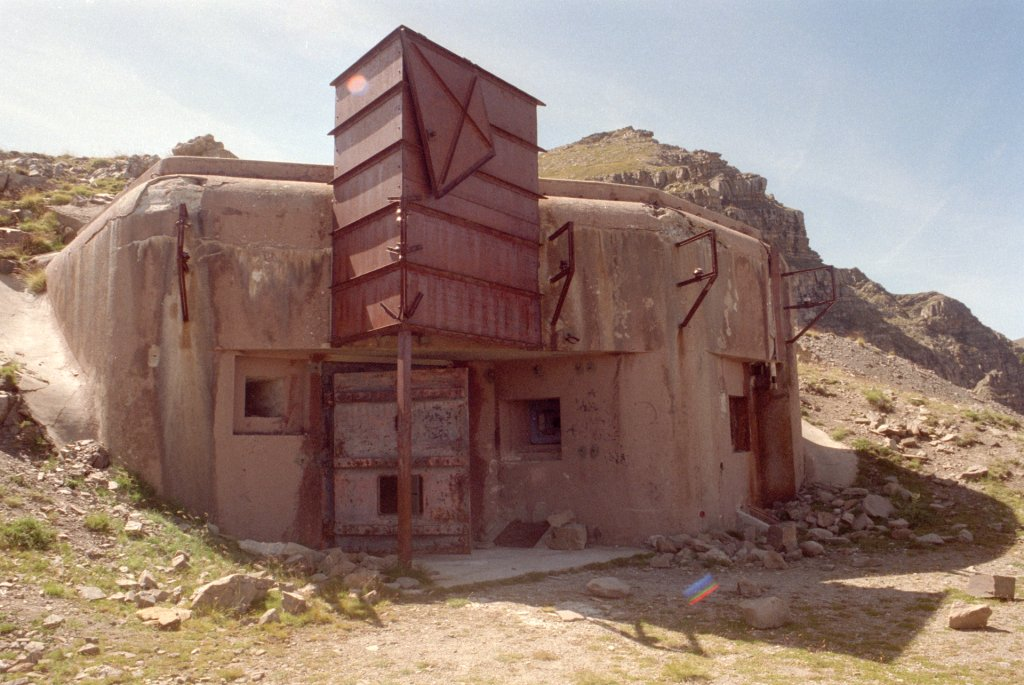
Bunker nel settore alpino di Moutiere

La conformazione alpina del territorio ha causato un diverso approccio nelle tecniche costruttive e organizzative della Linea nei confronti della linea al confine della Germania.
Creste e vette facilitano fortemente la difesa delle posizioni per la loro posizione sopraelevata nei confronti dell'attaccante, quindi la Linea Maginot alpina non presenta fortificazioni di notevoli dimensioni, ma una serie di opere medio-piccole, ben distribuite nei punti nevralgici, ossia passi e vallate che sono gli unici punti in cui un esercito straniero può attaccare.
Questa parte della Maginot è relativamente più profonda rispetto ai settori di confine con lo Stato tedesco: decine di piccole casematte più o meno avanzate fungono da punti di avvistamento e resistenza lungo tutto l'arco difensivo, e dietro ad esse sono presenti centri di resistenza con artiglierie pesanti simili alla Maginot a nord, anche se le corazzature in generale sono meno spesse in relazione alla difficoltà di sistemare artiglierie pesanti per l'attaccante.
Settore Fortificato della Savoia:
- Organizzato attorno a Bourg-Saint-Maurice e alla valle della Maurienne, questo settore si concentra sulla difesa di accesso alla valle della Maurienne, in particolare con l'utilizzo del Forte di Sapey e delle opere di fortificazione minori di Saint-Gobain, di Saint-Antoine, di Lavoir e di Pas du Roc con l'ausilio di piccole strutture e avamposti ad Arrondaz, Rochilles e Frejus.

Settore Fortificato del Delfinato
- Incentrato attorno a Briançon e alla valle dell'Ubaye, le sue opere bloccano il passaggio verso Briancon e l'immissione nella valle dell'Ubaye, che consentirebbe inoltre il passaggio nel Col de Larche, e nella Valle Stura.

Settore Fortificato delle Alpi Marittime:
- Abbreviato in S.F.A.M. è la parte terminale della Linea Maginot che termina sul Mar Mediterraneo con le fortificazioni di Mentone, per bloccare l'accesso alle valli della Roia e di Cap Martin. Molte delle opere del settore non furono mai compiute, ma su tutto il settore sono comunque posizionate molte opere difensive.

## Le azioni di guerra

### L'invasione tedesca durante la seconda guerra mondiale
Il piano di invasione tedesco del 1940 (nome ufficiale Fall Gelb, ma spesso indicato anche come Sichelschnitt - "colpo di falce") venne pianificato tenendo in grande considerazione la Linea Maginot. Una forza civetta si appostò davanti alla Linea, mentre la vera forza d'attacco tagliò attraverso il Belgio e i Paesi Bassi, attraverso la Foresta delle Ardenne a nord delle difese principali dei francesi. In questo modo la forza d'attacco fu in grado di aggirare la Linea Maginot. Il 10 maggio le truppe tedesche varcarono i confini della Francia nel giro di soli cinque giorni e continuarono la loro avanzata fino al 24 maggio, quando si fermarono vicino a Dunkerque. Ai primi di giugno i tedeschi avevano tagliato la Linea dal resto della Francia. A quel punto il governo francese iniziò a trattare l'armistizio. Quando le forze alleate a loro volta invasero la Francia, nel giugno 1944, la Linea costruita venne ancora una volta ampiamente aggirata, con i combattimenti che toccarono solo una parte delle fortificazioni vicino a Metz e nel nord dell'Alsazia, verso la fine del 1944.

### L'attacco italiano
Mentre da nord i reparti corazzati tedeschi avanzavano implacabilmente, il 10 giugno il governo italiano dichiarò guerra ad una Francia quasi in ginocchio e, dopo quasi dieci giorni di stasi nelle operazioni, il 20 gli italiani attaccarono le postazioni francesi senza grandi risultati. Dopo giorni di combattimenti l'esigua avanzata italiana fu aiutata dalla firma dell'Armistizio di Villa Incisa che permise all'Italia di entrare in territorio francese senza incontrare resistenza, concludendo così la battaglia delle Alpi.

## Il dopoguerra
Dopo la guerra la Linea rientrò a far parte delle infrastrutture demaniali militari dello Stato francese, anche se fin dall'inizio ne fu decisa la dismissione, a causa degli enormi cambiamenti che avevano subito le dottrine, le tecnologie e le tattiche di combattimento durante la seconda guerra mondiale che, di fatto, l'avevano resa assolutamente inutile. Con la nascita della deterrenza nucleare indipendente della Francia nel 1969, la struttura fu abbandonata e intere sezioni furono vendute all'asta a privati. Ad oggi gran parte delle strutture sono visitabili, alcune dopo un attento restauro possono essere visitate con all'interno ancora tutti i comfort dell'epoca, altre invece sono in parte o del tutto abbandonate ma comunque visitabili con cautela.

## La linea come stereotipo
Il termine "Linea Maginot" è stato preso a metafora per indicare qualcosa in cui si ha forte affidamento constatando poi, alla conclusione, come questo risulti inefficace. In realtà la Linea fece ciò per cui era prevista, sigillando una parte dei confini della Francia, tanto che costrinse l'aggressore a girarle attorno. Nella visione originaria, la Linea Maginot era parte di un più ampio piano di difesa, nel quale gli attaccanti avrebbero incontrato ulteriormente la resistenza dei difensori; ma i francesi non resero operante l'ultima parte, portando di fatto alla perdita di efficacia della Linea.

### In italiano
- Bussoni Mario, La Linea Maginot. I luoghi della muraglia invalicabile, Mattioli 1885, 2008
- Davide Bagnaschino, La Linea Maginot del mare - le fortificazioni francesi della Maginot alpina tra Mentone e Sospel, Melli (Borgone di Susa)

### In francese
- Jean-Bernard Wahl, Il était une fois la ligne Maginot, Jérôme Do Betzinger Éditeur, 1999
- Philippe Truttmann, La Muraille de France, ou La Ligne Maginot, Editions Klopp, Thionville, 1985
- Michaël Seramour, « Histoire de la ligne Maginot de 1945 à nos jours » Revue historique des armées, 247 | 2007, [En ligne], mis en ligne le 29 août 2008. URL: http://rha.revues.org//index1933.html. Consulté le 17 décembre 2008.
- A. Honadel, Hommes et ouvrages de la ligne Maginot, Histoire & Collections, 2001, 256p, ISBN 978-2-908182-97-2
- J-Y Mary, La ligne Maginot: ce qu'elle était, ce qu'il en reste, Sercap, 1991, 355p, ISBN 978-2-7321-0220-7
- Jean-Pascal Soudagne, L'histoire de la ligne Maginot, Ouest-France, 2006, 127p, ISBN 978-2-7373-3701-7
- Roger Bruge, Faites sauter la ligne maginot, Marabout, 1990, ISBN 978-2-501-00712-2
- Stéphane Gaber, La ligne Maginot en Lorraine, Serpenoise, 2005, 180p, ISBN 978-2-87692-670-7